# 哈斯特
哈斯特是德国下萨克森州的一个市镇。总面积11.14平方公里，总人口2762人，其中男性1331人，女性1431人（2011年12月31日），人口密度248人/平方公里。